# Aleksander Colonna-Walewski (książę)
Aleksander Florian Józef Colonna-Walewski (ur. 4 maja 1810 w Walewicach, zm. 27 września 1868 w Strasburgu) – polski i francuski hrabia, od 1866 książę, polityk, dyplomata, dziennikarz, powstaniec listopadowy, w latach 1855–1860 minister spraw zagranicznych Cesarstwa Francji i w tej roli sygnatariusz traktatu paryskiego kończącego wojnę krymską, w latach 1860–1863 minister kultury i sztuki Francji, marszałek Zgromadzenia Narodowego.
Naturalny syn cesarza Napoleona Bonapartego i Polki Marii Walewskiej, kuzyn cesarza Napoleona III Bonapartego.

## Dzieciństwo i młodość
Niesłychanie podobny do ojca, zabezpieczony przez niego roczną rentą wysokości 169 516 franków w złocie oraz obdarzony dziedzicznym tytułem hrabiego cesarstwa (Comte de l’Empire) i własnym herbem (w polu czerwonym dolnym biała kolumna ukoronowana złotą gwiazdą, zgodnie z heraldyką napoleońską bez klejnotu – odmiana polskiego herbu Kolumna, który także ma tę kolumnę w czerwonym polu). W dyplomie hrabiowskim został jednocześnie prawnie zalegalizowany przydomek „Colonna” używany dotąd tradycyjnie przez niektórych tylko przedstawicieli rodu Walewskich h. Kolumna. Aleksander został w roku 1817 osierocony przez matkę i zabrany do Polski przez jej brata – Teodora Marcina Łączyńskiego do rodzinnego majątku Kiernozia. Uzyskał od Deputacji Senatu Królestwa Polskiego 25 marca 1823 roku uznanie tytułu hrabiowskiego i został umieszczony w roku następnym na liście osób upoważnionych do używania tytułu hrabiowskiego jako „Józef Walewski”. Aleksander Walewski studiował w Genewie do 1824 roku, po czym powrócił do Polski. Tutaj wielki książę Konstanty Pawłowicz Romanow chciał go przymusowo wcielić do Korpusu Paziów jako swego osobistego adiutanta, w następstwie czego Aleksander uciekł do Genewy. Jako dwudziestoletni młodzieniec wrócił do Polski, wziął udział w powstaniu listopadowym i 3 marca 1831 roku otrzymał Złoty Krzyż Virtuti Militari. Gdy zbliżała się klęska powstania, został wysłany wraz z Zamoyskim i Wielopolskim do Londynu w misji skłonienia Wielkiej Brytanii do interwencji na korzyść powstania. Tam zastał go upadek powstania.

## Wczesna kariera we Francji
Walewski wyemigrował do Francji i uzyskał 3 grudnia 1833 roku nadaniem króla Ludwika Filipa I obywatelstwo francuskie. Początkowo, do roku 1838, działał jako oficer francuski w Algierii: najpierw, przed uzyskaniem obywatelstwa, jako kapitan Legii Cudzoziemskiej (1833), następnie w wojsku regularnym: II Pułku Szaserów Afrykańskich (1833-1835), na koniec w IV Pułku Huzarów (od 1 lutego 1835).
Po powrocie do Francji udzielał się jako dziennikarz, publicysta polityczny i komediopisarz, założył wówczas magazyn polityczny Messager des Chambres, który odkupił od niego Louis Adolphe Thiers. Od 1840 roku Ludwik Filip powierzał mu różne misje dyplomatyczne: w 1840 do Egiptu w celu skłonienia Kedywa Muhammada Alego do ustępstw na rzecz państw kolonialnych, później do innych stolic świata, na koniec do Buenos Aires.

## Czasy Drugiego Cesarstwa
Po dojściu do władzy kuzyna, Karola Ludwika Napoleona Bonaparte, Walewski był ambasadorem Francji w W. Ks. Toskanii (1849), Hiszpanii (1851) i w Wielkiej Brytanii (1851), gdzie mu się udało uzyskać u królowej Wiktorii natychmiastowe uznanie Cesarstwa Francuskiego. W 1855 roku został ministrem spraw zagranicznych Cesarstwa Francji i jako taki przewodniczył konferencji pokojowej po wojnie krymskiej i podpisał w imieniu Francji traktat pokojowy z 30 marca 1856 roku, po czym cesarz odznaczył go 30 kwietnia Wielkim Krzyżem Legii Honorowej i mianował senatorem. Funkcję ministra spraw zagranicznych pełnił do 1860 roku, po czym był do 1863 ministrem kultury i sztuki. W ostatnich latach przed śmiercią znany z sympatii do liberalnych reform Walewski był marszałkiem Narodowego Zgromadzenia Ustawodawczego, oraz zajmował się sprawami prawnymi, m.in. ochroną praw autorskich dla literatów. Na początku roku 1868 został wybrany rzeczywistym członkiem Akademii Sztuk Pięknych.

Po wycofaniu się z życia politycznego Walewski postanowił zająć się rolnictwem w nowo zakupionym majątku Etiolles (niegdyś własność męża markizy de Pompadour). Wczesną jesienią 1868 roku pojechał z żoną i córką Ireną do Niemiec po zakup maszyn rolniczych. Musiano z granicy zawrócić do Strassburga, gdyż hrabina Anna Maria nie czuła się dobrze. W hotelu w tym mieście córka znalazła ojca umierającego w fotelu, rażonego apopleksją. Po paru minutach już nie żył. Został pochowany na cmentarzu Père-Lachaise.

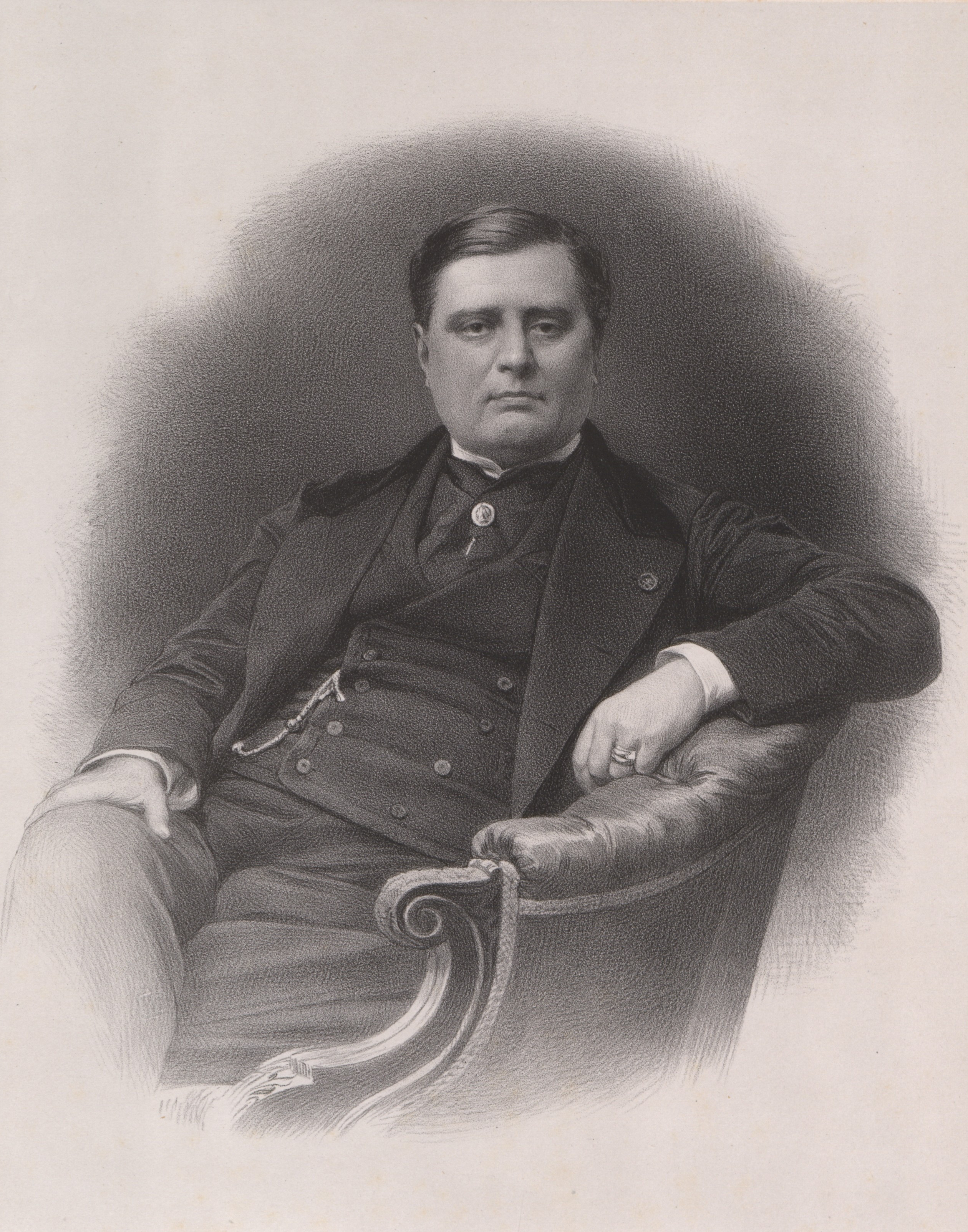
Aleksander Colonna-Walewski (13 stycznia 1860)
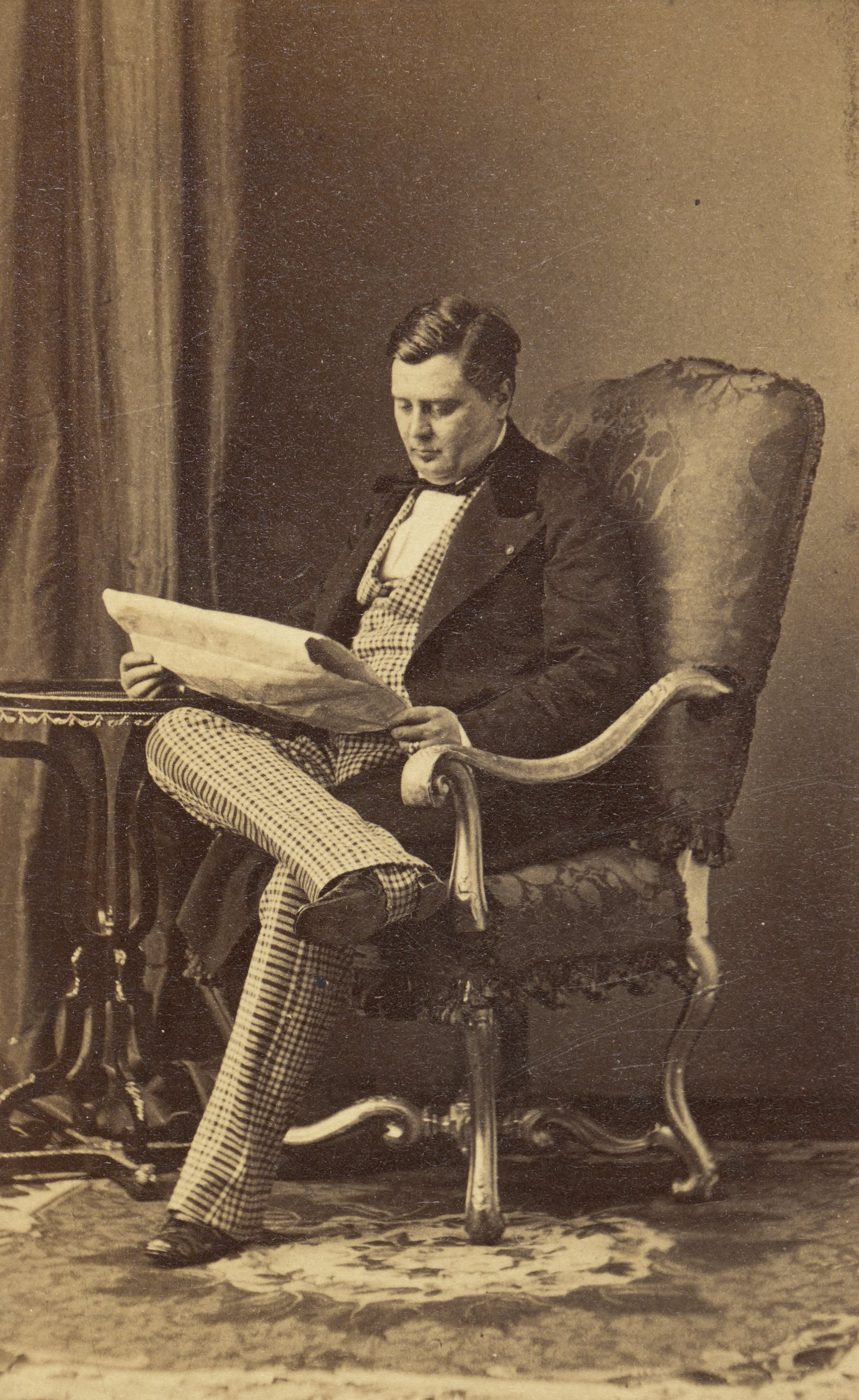
Aleksander Colonna-Walewski (ok. 1860)

## Potomkowie Aleksandra
Aleksander Walewski ożenił się 1 grudnia 1831 w Londynie z Catherine Caroline Montagu (ur. 1 grudnia 1808 w Londynie, zm. 30 kwietnia 1834 w Paryżu), córką hrabiego Sandwichu Jerzego Jana (George John; ur. 4 lutego 1773, zm. 21 maja 1818) i miał z nią dwoje dzieci, które zmarły w młodym wieku:
- Ludwikę Marię,
- Jerzego Edwarda Augusta.

Drugie małżeństwo zawarł 4 czerwca 1846 we Florencji z hrabianką Marie Anne Alexandrine de Ricci (ur. 18 lipca 1823, zm. 18 listopada 1912 w Paryżu), siostrzenicą księcia Michała Józefa Poniatowskiego (kuzyna księcia Józefa Poniatowskiego) i miał z nią czworo dzieci:
- Izabellę (Isabelle; ur. 12 maja 1847 w Buenos Aires, zm. 2 lipca 1847)[10],
- Karola Rudolfa Zanobiusza (Charles Rodolphe Zenobi; ur. 4 czerwca 1848 we Florencji, zm. 2 października 1916 w Villers-Cotterêts[11]; poległ na wojnie),
- Elizę Katarzynę Izabelę (Elise Catherine Isabelle; ur. 15 grudnia 1849 we Florencji, zm. 10 marca 1927 w Paryżu)[12],
- Eugenię Luizę Irenę (Eugénie Louise Irene; ur. 30 marca 1856 w Paryżu, zm. 22 listopada 1884 w Arcachon)[13][a].

Z francuską aktorką Rachel Félix miał nieślubnego syna Aleksandra Antoniego Jana (Alexandre Antoine Jean, ur. 3 grudnia 1844 w Marly le Roi, zm. 20 sierpnia 1898 w Turynie), który został uznany przez ojca w 1844 i adoptowany 1860.
Napoleon I w swym dekrecie z 5 maja 1812 ustalił, że nadane Aleksandrowi tytuł hrabiowski i dobra w Królestwie Neapolu będą dziedziczone przez potomstwo rzeczonego hrabiego Walewskiego bezpośrednie i legalne, naturalne lub adoptowane, w porządku pierworództwa w linii męskiej. Jednak potomkowie naturalni drugiego syna Aleksandra zostali prawomocnie pozbawieni tego tytułu.

## Publikacje

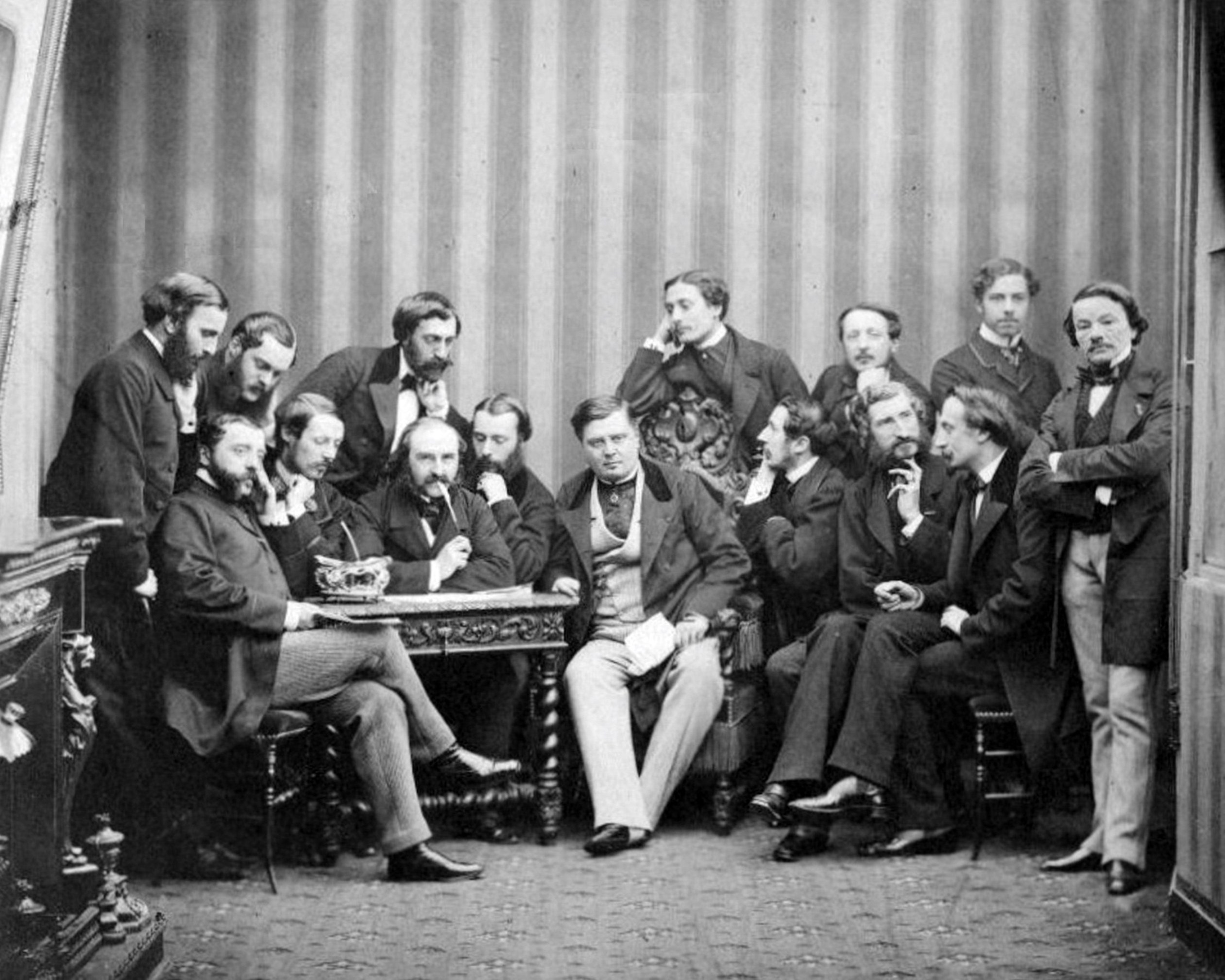
Gabinet spraw zagranicznych Francji z ministrem Walewskim, 1859

- Un mot sur la question d'Afrique, Paris 1837,
- L'alliance anglaise, Paris 1838,
- L’École du Monde, ou la Coquette sans le savoir, komedia w 5 aktach, Paris 1840 (wystawiona w Théâtre Français 8 stycznia 1840, odniosła duży sukces),
- Inne dzieła literackie nie zachowały się

## Odznaczenia

Pierzchała (herb szlachecki) Walewskich

- Kawaler Krzyża Złotego Orderu Virtuti Militari (3 marca 1831)[3]
- Kawaler Krzyża Honoru i Dewocji Kawalerów Maltańskich
- Wielka Wstęga Orderu Cesarskiego Legii Honorowej (Francja)[16][17]
- Wielki Oficer Orderu Cesarskiego Legii Honorowej (Francja)[18][19]
- Komandor Orderu Narodowego Legii Honorowej (Francja)[20]
- Wielka Wstęga Orderu Danebroga (Dania)[18]
- Wielka Wstęga Orderu św. Januarego (Sycylia)[20][18][21]
- Wielka Wstęga Orderu śś. Maurycego i Łazarza (Sardynia)[18][19][17]
- Wielka Wstęga Orderu św. Józefa (Toskania)[20][18][21]
- Wielka Wstęga Orderu Vila Viçosa (Portugalia)[18]
- Wielka Wstęga Orderu Medżydów (Turcja)[18][19]
- Wielka Wstęga Orderu Zbawiciela (Grecja)[18]
- Wielka Wstęga Orderu św. Huberta (Bawaria)[16][17][21]
- Wielka Wstęga Orderu św. Stefana (Austro-Węgry)[16][17]
- Wielka Wstęga Orderu Serafinów (Szwecja)[19]
- Wielka Wstęga Orderu Lwa Niderlandzkiego (Holandia)[17]
- Wielka Wstęga Orderu Wierności (Badenia)[17][21]
- Wielka Wstęga Orderu Leopolda (Belgia)[16][17]
- Wielka Wstęga Orderu Orła Czarnego (Prusy)[17][21]
- Wielka Wstęga Orderu św. Anny (Rosja)[21]